# 咕嚕肉

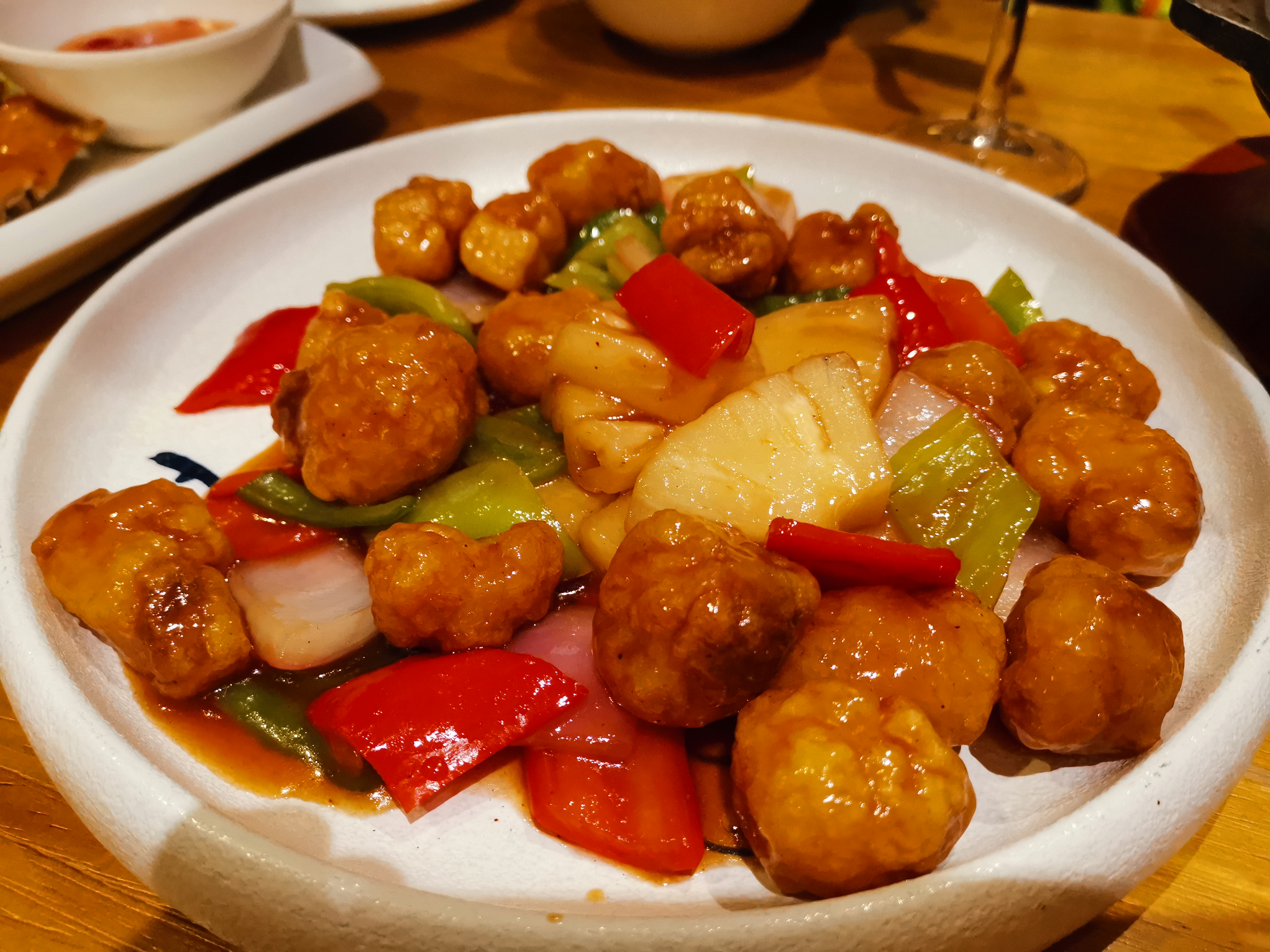
咕嚕肉

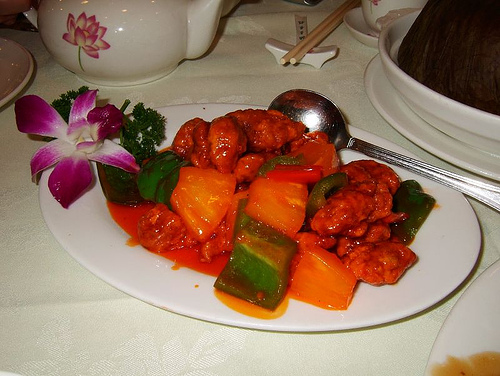
素咕嚕肉，使用豆腐代替豬肉，但仍幾可亂真

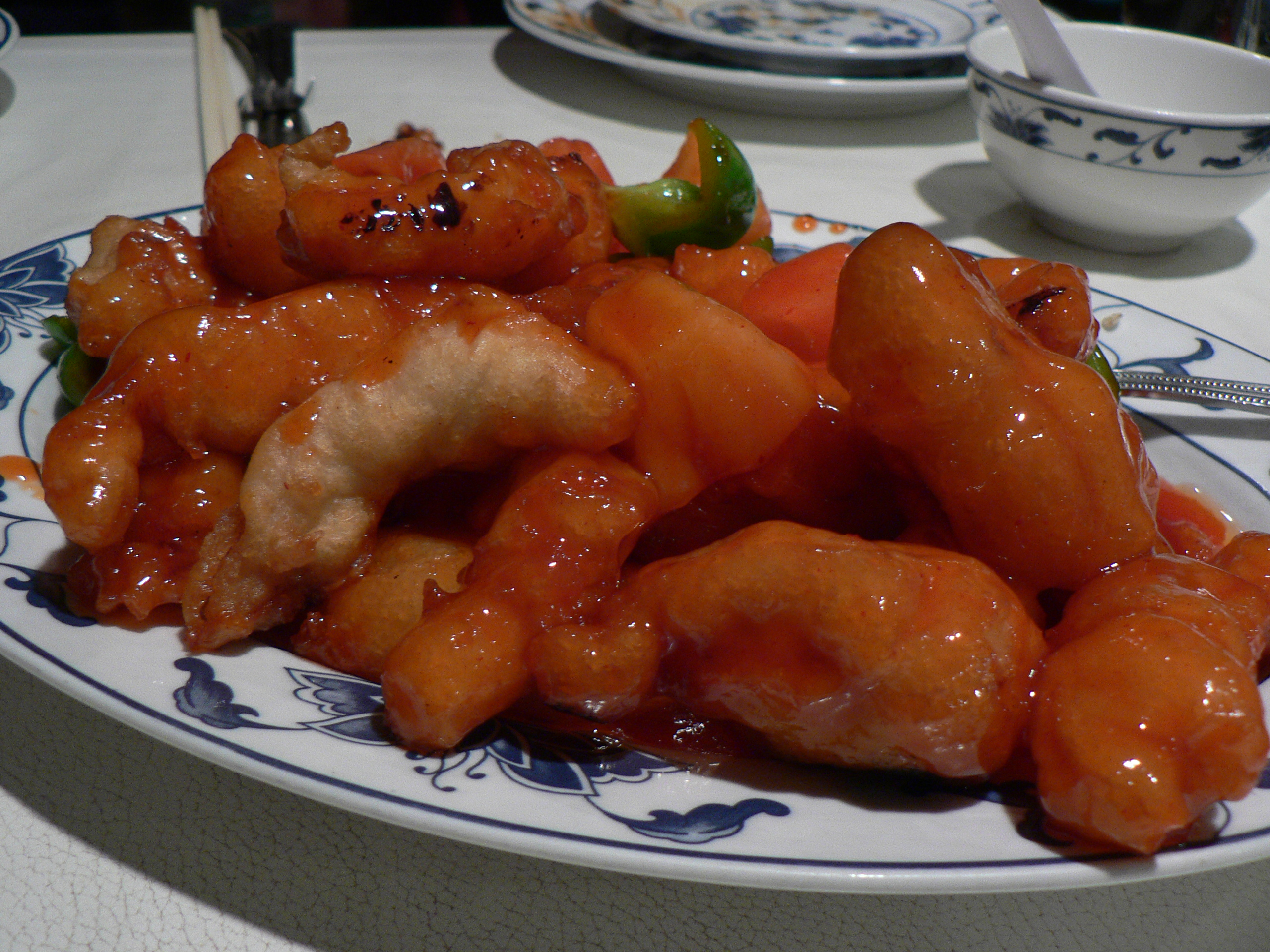
西式咕嚕雞球

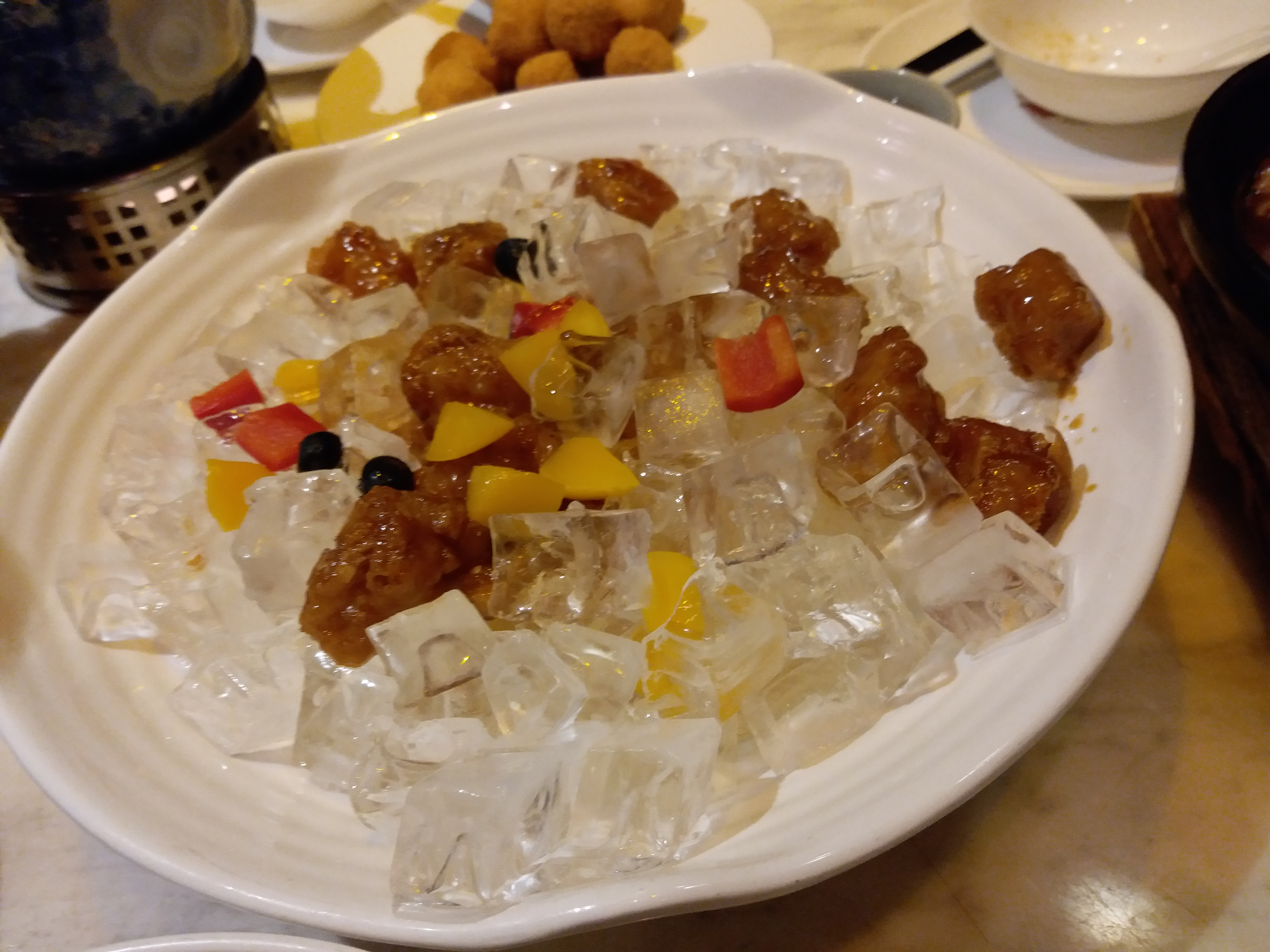
冰鎮咕嚕肉(攝於廣州陶陶居)

咕嚕肉，也可以稱為古老肉、咕俚肉、生炒骨，是一道粵菜，原名古滷肉，因其滷汁可循環使用而稱古滷。以羅望子製成的滷汁及豬肉煮成，其酸味本源於“滷汁”，之後演變為“茄汁”。
現代於歐美日本經常常見，並且被改造成這些國家的在地菜。在西方國家，此菜於唐人街餐館內幾乎必定出現，常配以白飯或炒飯同食，多英譯為「sweet and sour pork」，故又名甜酸肉，其滷汁又稱為「甜酸汁」，因此是歐美人士最熟悉的中國菜之一。在日本，和另外一個糖醋排骨混同，名為“酢豚”，“酢”是日文中“醋”的含義，所以日本人的咕咾肉不用蕃茄，反而用醋增加酸味，並且日本人的酢豚還會把洋蔥、胡蘿蔔和青椒加入，混合而成的東西更像是咕咾肉和糖醋排骨的結合體。

## 名稱
香港和中國的廣東、廣西，多寫為咕嚕肉，其他華人地區多寫為咕咾肉；而在中國北方地區，為了尊重菜品為粵菜，於是寫成咕嚕肉，但唸卻唸成咕咾肉。

## 製法
咕嚕肉通常會使用豬的脢頭（豬肩）肉。配料有青椒、紅椒、洋蔥及羅望子。「咕嚕汁」則以茄汁、山楂、砂糖及檸檬汁等煮成。咕嚕肉的烹調方法，是將豬肉切件醃味，然後沾上生粉，放進油鑊炸至金黃色，再將炸好的肉連同配料和咕嚕汁炒成。
優質的咕嚕肉菜式，賣相在於最外面是一层濃郁的芡汁，豬肉味夾雜着芡汁的甜味，鹹甜得宜。芡汁剛好掛在食料的表面上，碟裡絕對不能剩下稀稀的芡汁，極佳的製成品，是當以筷子夾起食材時，黏黏掛在外層的芡汁會因為拉力而形成一條條絲，稱作「拔絲」。肉塊本身外層保持酥脆，沒有被芡汁浸軟浸腍。肉塊內裡吃得出豬肉的肉質和肉味。半肥瘦脢頭豬肉經油炸後要做出不用牙齒咀嚼，只需用舌尖稍為在口腔裡輕輕擠壓，肉塊就很容易咬開，並有肉脂的甘香在口腔內回味。
咕嚕肉是省港澳酒樓食肆及港式茶餐廳常設粵菜菜式。由於製作相對簡單方便，故此香港的快餐店也會將這道菜列為中式快餐的一款菜式，與酒樓及茶餐廳的製法相比，快餐式的咕嚕肉主要是預先煮好配菜和芡汁料備用，到客人點菜時將脢頭豬肉炸熟，然後與煮好芡汁炒勻，有些快餐式的做法更會直接將煮好的芡料淋在豬肉上，但這種做法會使豬肉塊有機會浸在芡料裡。

## 相關食品
咕嚕肉的烹調方法，可用於排骨而成生炒骨，或「咕嚕雞球」、「咕嚕蝦球」、「咕嚕斑塊」、「素咕嚕肉」等。